# Bois de Villiers-sur-Marne, Buxières-les-Froncles, Froncles et Vouécourt
Bois de Villiers-sur-Marne, Buxières-les-Froncles, Froncles et Vouécourt este o arie protejată (sit de importanță comunitară — SCI) din Franța întinsă pe o suprafață de 650 ha, integral pe uscat.

## Localizare
Centrul sitului Bois de Villiers-sur-Marne, Buxières-les-Froncles, Froncles et Vouécourt este situat la coordonatele 48°18′19″N 5°09′17″E / 48.30528°N 5.15472°E.

## Înființare
Situl Bois de Villiers-sur-Marne, Buxières-les-Froncles, Froncles et Vouécourt a fost declarat arie specială de conservare în baza directivei 92/43 din 1992 referitoare la conservarea habitatelor naturale și a faunei și florei sălbatice pentru a proteja 1 specie de plante și 1 specie de animale.

## Biodiversitate
Situată în ecoregiunea continentală, aria protejată conține 9 habitate naturale: Păduri de fag Asperulo-Fagetum, Păduri de fag din Europa Centrală dezvoltate pe sol calcaros cu Cephalanthero-Fagion, Păduri de stejar sau de stejar și carpen sub-atlantice și medio-europene de Carpinion betuli, Păduri pe pante, grohotișuri și ravene de Tilio-Acerion, Grohotișuri medio-europene calcaroase, de la nivel colinar și montan, Pante stâncoase calcaroase cu vegetație casmofită, Fânețe de joasă altitudine (Alopecurus pratensis, Sanguisorba officinalis), Pajiști carstice calcaroase sau bazofile, de Alysso-Sedion albi, Pajiști uscate seminaturale și facies de acoperire cu tufișuri pe substraturi calcaroase (Festuco-Brometalia) (* situri importante pentru orhidee).
La baza desemnării sitului se află mai multe specii protejate:
- plante (1): papucul doamnei (Cypripedium calceolus)
- nevertebrate (1): fluturele auriu (Euphydryas aurinia)

Pe lângă speciile protejate, pe teritoriul sitului au mai fost identificate 42 de specii de plante, 29 de specii de păsări, 4 specii de mamifere, 17 specii de nevertebrate, 2 specii de reptile.